# Nikon D3500
Die Nikon D3500 ist eine digitale Spiegelreflexkamera des japanischen Herstellers Nikon. Sie wurde im September 2018 in den Markt eingeführt.

## Technische Merkmale
Die Kamera verfügt über einen APS-C-Bildsensor der in 24 Megapixeln auflöst und Aufnahmen mit maximal 6000 × 4000 Pixeln ermöglicht. Im Betrieb wiegt sie 415 Gramm. Die Kamera verfügt über einen Autofokus mit elf Messpunkten, von denen nur der zentrale Punkt als Kreuzsensor versehen ist. Sie kann Bilddateien über Bluetooth auf ein Smartphone übertragen. Das Gerät speichert Bilder im JPEG- oder Raw-Format.